# Chlodoald

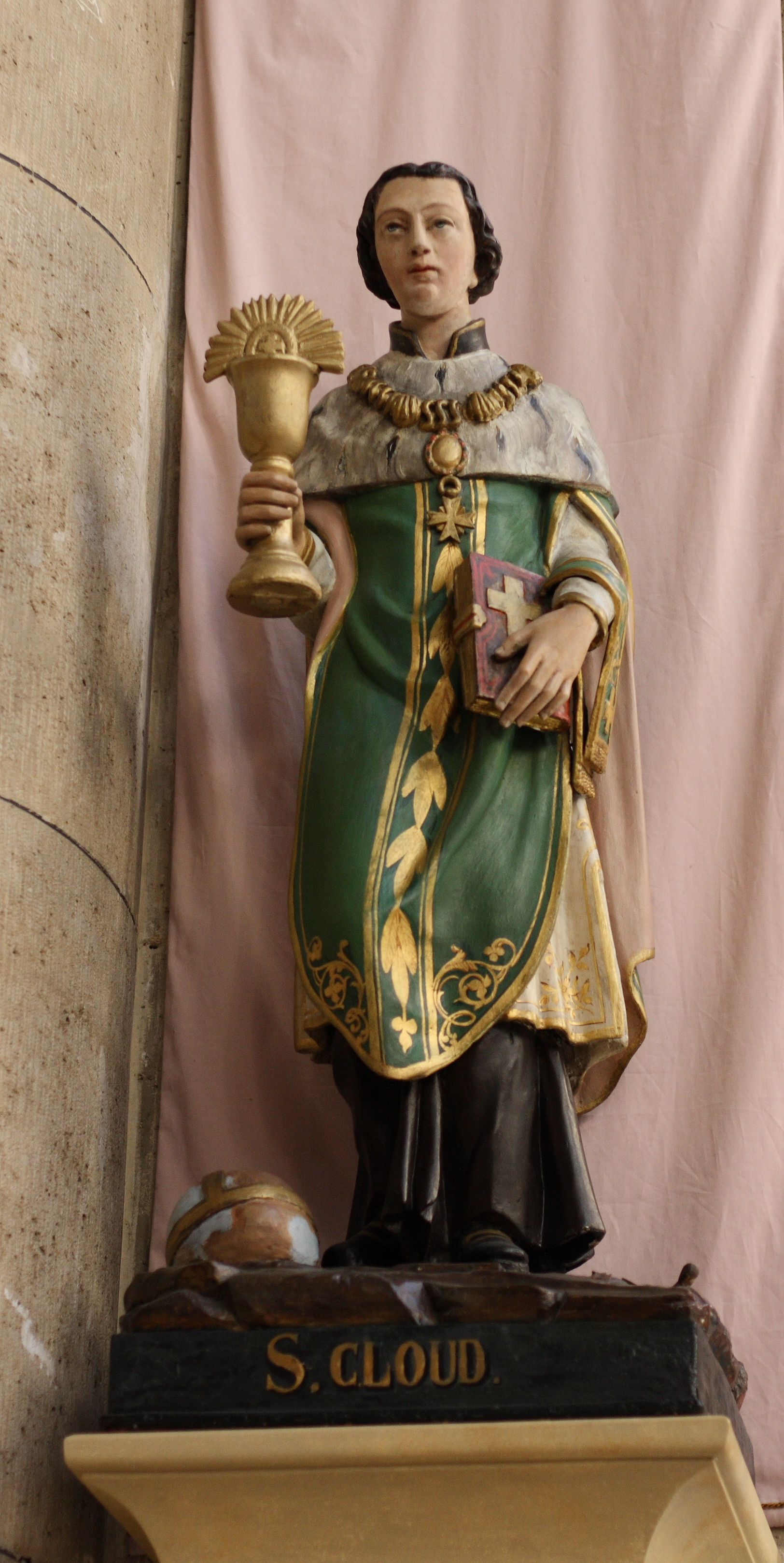
Statue des heiligen Chlodoald

Chlodoald (Chlodovald, später auch Fluduald, frz. Cloud), ein fränkischer katholischer Heiliger (* um 520; † Fest 7. September 560), war dritter und jüngster Sohn des merowingischen Königs Chlodomer von Orléans und der Guntheuca.
Nach dem gewaltsamen Tod seines Vaters 524 kam der noch minderjährige Chlodoald mit seinen beiden gleichfalls minderjährigen Brüdern Theodoald und Gunthar zu Chrodechilde, seiner Großmutter.
Ihre Onkel Chlothar und Childebert wollten das Erbe ihres Bruders unter sich aufteilen und erstachen deshalb Theodoald und Gunthar. Sie fürchteten offensichtlich deren berechtigten Erbanspruch auf das Teilreich des Vaters. Chlodoald aber wurde gerade noch rechtzeitig von Getreuen seines Vaters befreit, entkam und rettete sein Leben, indem er sich den Auseinandersetzungen entzog und Priester wurde.
Chlodoald rettete sein Leben durch Verzicht auf seinen Herrschaftsanspruch, der dadurch augenfällig gemacht wurde, dass er sich selbst die langen Haare, die ihn als regierungsfähigen Merowingerprinzen auswiesen, abschnitt. Er wurde später zum Gründer des dann nach ihm als Schutzpatron benannten Klosters Saint-Cloud bei Paris.